# Beaver Falls, Pennsylvania
Beaver Falls là một thành phố thuộc quận Beaver, tiểu bang Pennsylvania, Hoa Kỳ. Năm 2010, dân số của xã này là 8987 người.